# Bouteille (instrument de musique)
 (février 2022).
Si vous disposez d'ouvrages ou d'articles de référence ou si vous connaissez des sites web de qualité traitant du thème abordé ici, merci de compléter l'article en donnant les références utiles à sa vérifiabilité et en les liant à la section « Notes et références ».
Pour les articles homonymes, voir Bouteille (homonymie).

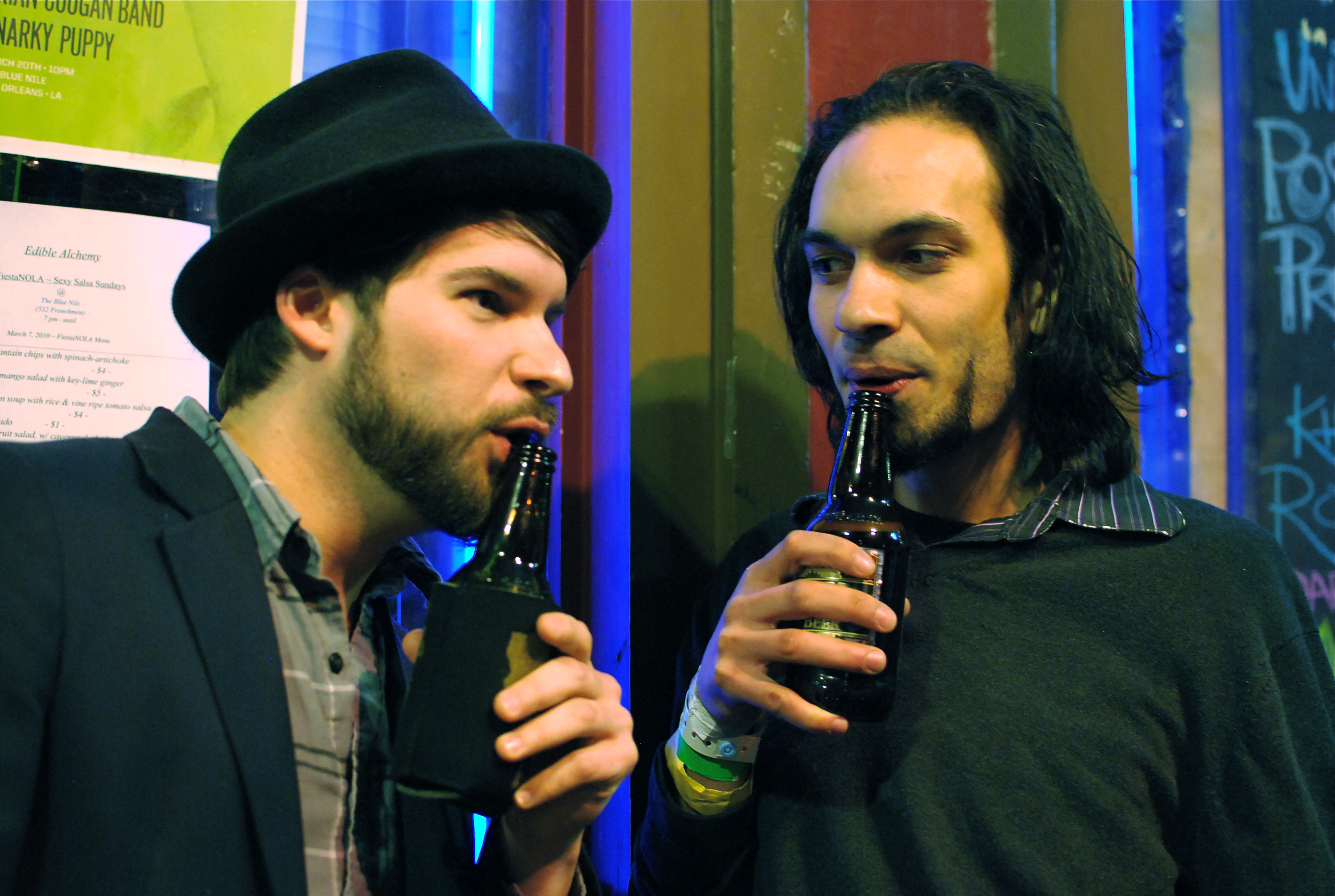
Deux personnes jouant un air au festival de musique alternative à La Nouvelle-Orléans, 2010.

Une bouteille peut être un instrument de musique : soit elle résonne lorsque de l'air est soufflé dans le goulot et elle est un instrument à vent, soit elle est frappée et c'est un instrument de percussion.

## Instrument à vent
L'idée sous-jacente est que toutes les structures tubulaires avec une seule ouverture peuvent être soufflées comme elles le sont avec une flûte, y compris les bouteilles. Le son est produit par une colonne d'air mise en vibration par de l'air soufflé, qui vibre jusque dans la bouche. Les bouteilles peuvent être accordées en ajoutant par exemple de l'eau ou du sable. Plus la cavité est petite, plus le son produit est aigu. Comme pour la flûte de Pan - dont le son est similaire, notamment en raison du bruit d'attaque - mais qui se compose d'une série fixe de tubes permettant de produire des sons de différentes hauteurs ; pour jouer avec des bouteilles, elles sont généralement assorties de manière appropriée pour les morceaux requis. 
Les bouteilles sont parfois utilisées dans la musique populaire. Il existe quelques ensembles. 
La "bouteille soufflée" (en anglais blown bottle) se voit attribuer le numéro 76 ou 77 (selon qu'on numérote en partant de 0 ou de 1) dans l'attribution des emplacements de programme de General MIDI (GM). 
Des bouteilles fréquemment utilisées sont des bouteilles de bière. 

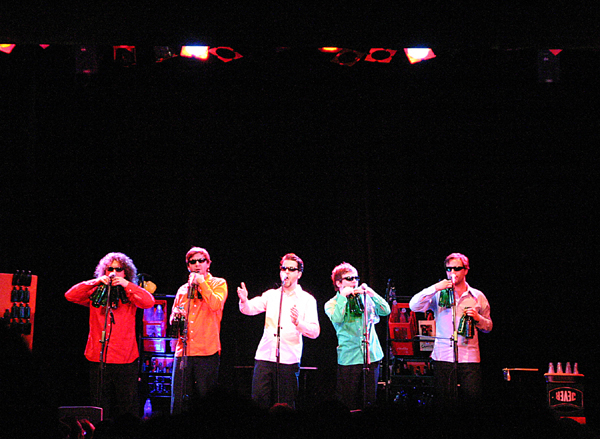
Le GlasBlasSing Quintett (de), est un groupe de musique allemand qui joue de la musique pour instruments à vent sur des bouteilles remplies d'eau à différents niveaux ou entièrement vides et qui appelle cela de la musique pour bouteilles.

### Exemples
Début de l'Allegro de la Petite musique de nuit de Mozart sur l'instrument "Bouteille soufflée" (anglais : blown bottle, GM 76) : 

## Percussion
Dans ce cas-là, la bouteille est un idiophone.

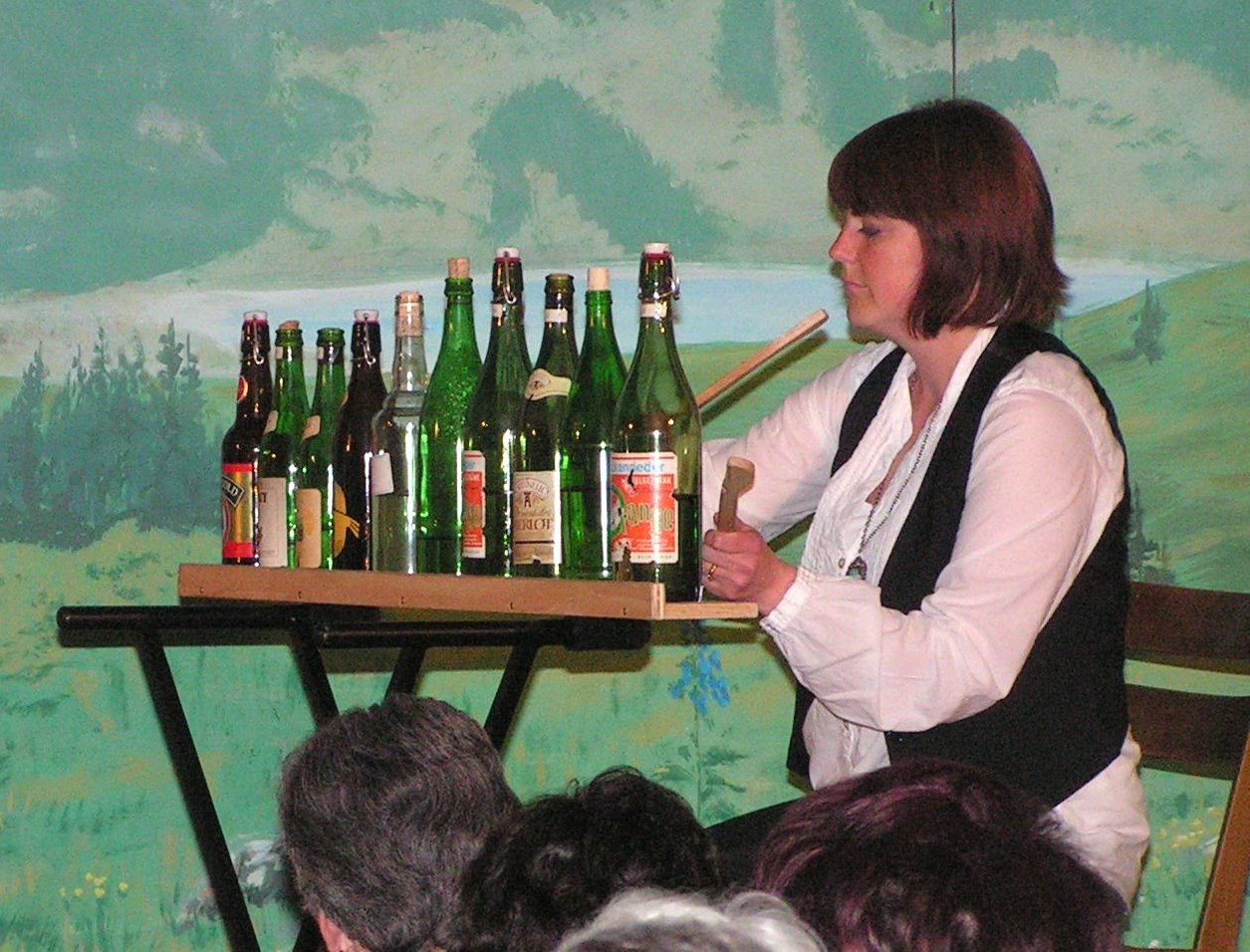
L'invention du piano à bouteilles (allemand : Flaschenklavier) est revendiquée par Toni Bürgler (Musiker) (de). Cet instrument est parfois employé dans la musique d'Illgau.
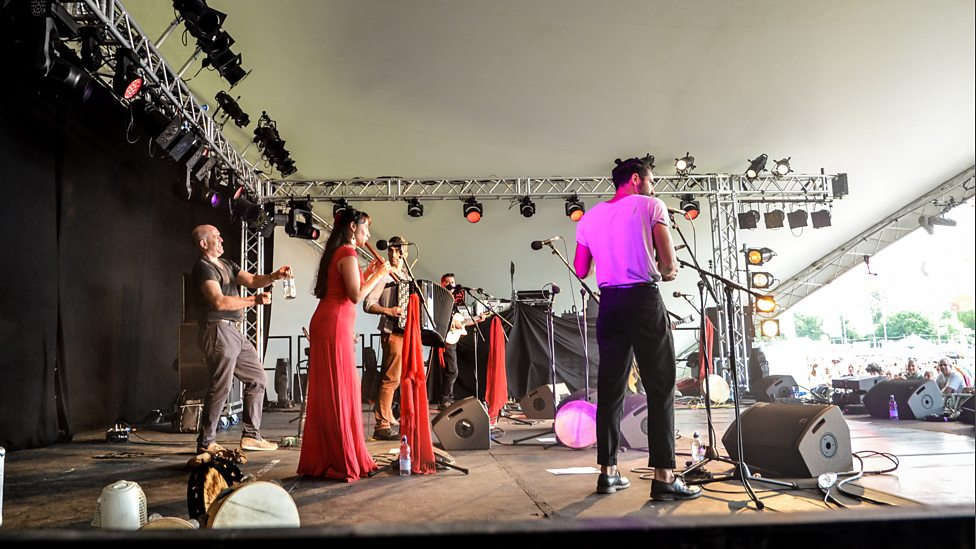
Mark Glanville (en) frappe avec une baguette une bouteille en verre au WOMAD avec le groupe Amaraterra.